# Marijan Ćavar
Marijan Ćavar, né le 2 février 1998 à Prozor-Rama, est un footballeur international bosnien qui évolue au poste de milieu de terrain au Greuther Fürth.

## Biographie

### En club
Ćavar commence sa carrière dans des clubs locaux, avant de rejoindre l'académie des jeunes du Zrinjski Mostar en 2014. Il fait ses débuts professionnels contre le Sloboda Tuzla, le 28 mai 2017, à l'âge de 19 ans.
Le 19 janvier 2018, Ćavar est transféré à l'Eintracht Francfort pour un montant non divulgué. Il fait ses débuts officiels sous ses nouvelles couleurs le 28 avril. Il remporte son premier trophée avec le club le 19 mai (sans toutefois rentrer en jeu), alors que son équipe bat le Bayern Munich en finale de la DFB-Pokal.
En août 2018, Ćavar est prêté pour une saison au club croate d'Osijek.

### En sélection
Ćavar représente la Bosnie-Herzégovine dans différentes équipes de jeunes.
Avec les moins de 19 ans, il inscrit un but contre l'équipe de France en mars 2017. Ce match gagné 2-0 rentre dans le cadre des éliminatoires du championnat d'Europe des moins de 19 ans 2017.
Avec les espoirs, il inscrit trois buts. Il marque deux buts contre le Pays de Galles et le Liechtenstein, lors des éliminatoires de l'Euro espoirs 2019. Il marque ensuite un but en amical contre la Moldavie.
Il récupère le capitanat de l'équipe des moins de 21 ans, sous l'égide de l'entraîneur Vinko Marinović.
En janvier 2018, il reçoit sa première convocation en équipe senior, pour une série de matchs amicaux contre les États-Unis et le Mexique. Ćavar réalise ses débuts à l'occasion d'un match nul contre ces derniers le 28 janvier 2018.

## Palmarès
| HSK Zrinjski Mostar - Championnat de Bosnie-Herzégovine (2) : - Champion : 2016-17 et 2017-18. SpVgg Greuther Fürth - 2. Bundesliga - Vice-Champion en 2021 |